# Yibbi Jansen
Yibbi Jansen, född den 18 november 1999, är en nederländsk landhockeyspelare. Hon är dotter till den före detta landhockeyspelaren Ronald Jansen.

## Karriär
Yibbi Jansen ingick i det nederländska landhockeylag som tog guld vid OS 2024.